# Elise Blumann
Elise Blumann -el seu nom complet era Elise Margot Paula Rudolphina Hulda Blumann- (16 de gener de 1897 Parchim, Alemanya – 29 de gener de 1990, Nedlands, Austràlia Occidental) va ser una artista nascuda a Alemanya que va aconseguir reconeixement com a pintora a Austràlia.
Elise fou la menor de les tres filles del matrimoni format per l'oficial de cavalleria i funcionari Paul Schlie i la seva esposa Elfrida. Va anar a l'escola a Hamburg i el 1914 va iniciar la seva formació com a pintora amb Leo Lütgendorff-Leinburg a Lübeck.
Va estudiar amb Max Liebermann i Lovis Corinth a l'Acadèmia de les Arts de Prússia entre 1916 i 1919. Entre 1920 i 1923 treballà com a professora d'art a diverses escoles a Alemanya. El 1921 va realitzar la primera exposició de la seva obra en una galeria d'Hamburg. El 23 de juny de 1923 va contreure matrimoni amb el doctor Arnold Blumann, un ric industrial químic amb qui va tenir tres fills.
Durant els primers anys de matrimoni no va fer cap exposició, encara que va continuar pintant. El 1934 els negocis del Dr Blumann i la seva oposició al règim nazi van fer que la família es traslladés als Països Baixos, des d'on van passar a Gran Bretanya dos anys més tard. El 4 de gener de 1938 van arribar a Fremantle (Austràlia). Es van establir a Nedlands, ja que el Dr Blumann va ser contractat per una empresa de Perth.
Amb el comissari artístic de la Galeria d'Art d'Austràlia Occidental, Robert Campbell, va ajudar a formar el Perth Art Group, un grup de discussió a través del qual es promovien actituds i idees modernes en l'art i en el seu ensenyament.
Malgrat això, en els anys cinquanta Elise es va desil·lusionar amb les possibilitats artístiques a Austràlia Occidental i va pintar de forma més esporàdica. El seu treball no va començar a rebre atenció nacional a Austràlia fins al 1976, arran d'una exposició retrospectiva a Perth. Va morir el 1990 amb 93 anys

## Treballs
- On the Swan, Nedlands (1942)
- Grup familiar
- Retrat de Keith George (1941)
- Faro de Rottnest i Salt Lake (1947)
- Nu d'estiu (1939)